# مورانو سول پو
مورانو سول پو (به ایتالیایی: Morano sul Po) یک کومونه در ایتالیا است که در استان آلساندریا واقع شده‌است.

## خصوصیات
مورانو سول پو ۱۷٫۶۹ کیلومترمربع مساحت و ۱٬۵۳۰ نفر جمعیت دارد و ۱۲۳ متر بالاتر از سطح دریا واقع شده‌است.